# Perrier, Puy-de-Dôme
 Perrier  là một xã ở tỉnh Puy-de-Dôme trong vùng Auvergne-Rhône-Alpes miền trung nước Pháp. Xã này nằm ở khu vực có độ cao trung bình 430 mét trên mực nước biển.